# Tove Mohr
Tove Mohr   (Thorsø, 3 de març de 1891 - 26 d'agost de 1981) Tove Kathrine Mohr (de cognom de soltera Møller) fou una metgessa noruega, comunista i lluitadora pels drets de les dones.

## Biografia
Va nàixer a Thorsø, Østfold, Noruega, la major dels tres fills que van tenir Katti Anker Møller i Kai Møller. Son pare fou diputat del Storting i la seua mare una de les pioneres pels drets de les dones. Va ser criada a la residència familiar, la mansió Thorsø (Thorsø herregård), a Torsnes. Estudià en la Ragna Nielsens pikeskole de Kristiania (actual Oslo). Començà a estudiar Medicina el 1910, i es llicencià en l'Hospital de la Universitat d'Oslo, el 1917.
El 1914, es casà amb el professor Otto Lous Mohr, amb qui va tenir tres fills, entre ells el polític Tove Pihl.
El 1922, començà a treballar en la seua consulta privada. Entre 1928 i 1931, fou professora de fisiologia i atenció a la salut, en l'Escola Estatal d'Educació de Stabekk. També va estar involucrada en política: ocupà càrrecs públics, i fou membre de comissions governamentals per a l'elaboració i revisió de projectes de llei.
També escrigué una biografia sobre sa mare: Katti Anker Møller: en banebryter.